# Prefectura autónoma kirguís de Kizilsu
Kizilsu (en kirguís: قىزىلسۇۇ, romanizado: Kyzylsuu, lit. 'agua roja'; en chino, 克孜勒苏; pinyin, Kèzīl'sū) es una prefectura autónoma bajo la administración directa de la Región autónoma de Sinkiang, República Popular China. Ubicada a los pies de las montañas Tianshan, su área es de 69 845 km² y su población total para 2010 superó los 500 mil habitantes.  Como las otras regiones autónomas, se caracteriza por estar asociada a un grupo étnico minoritario, en este caso, los kirguises.

## Administración
La prefectura Kizilsu está conformada de 7 localidades que se administran en 1 ciudad suburbana y 6 condados rurales.
- ciudad Artux (阿图什市);
- condado Akto (阿克陶县);
- condado Akqi (阿合奇县);
- condado Ulugqat (乌恰县).